# Masdevallia meleagris
Masdevallia meleagris là một loài lan đặc hữu của Colombia.